# Black Majesty
Black Majesty ist eine australische Power-Metal-Band aus Melbourne.

## Geschichte
Die Gitarristen von Black Majesty, Steve Janevski und Hanny Mohamed, gründeten 2001 unter dem Namen Kymera eine Band. Der damalige Bassist Cory Betts verließ dann Kymera und die Band wurde in Black Majesty umbenannt. Des Weiteren stießen Sänger John Cavaliere und Schlagzeuger Pavel Kornvalinka hinzu. Die Aufnahme zu Sands of Time wurde mit Hilfe des Bassisten Joe Fata fertiggestellt, dieser verließ die Band jedoch vor der Veröffentlichung wieder. Die Band hat keinen festen Bassisten seit dem Abgang von Joe Fata. Das Schlagzeug für das zweite Album wurde von Pavel Kornvalinka mit Piet Sielck von Iron Savior aufgenommen. Dieses Album wurde dann noch mit einer kleinen Europatour vorgestellt und erschien 2005 unter dem Namen Silent Company. In Australien wurde dann noch eine Tour mit DragonForce gemacht. Am 1. Juni 2007 erschien das Album Tomorrowland. Diesem folgte 14. Mai 2010 das vierte Album In Your Honour.

## Diskografie
Studioalben:
- 2005: Silent Company
- 2007: Tomorrowland
- 2010: In Your Honour
- 2012: Stargazer
- 2015: Cross of Thorns
- 2018: Children of the Abyss
- 2025: Oceans of Black

Sonstige:
- 2003: Sands of Time (EP)
- 2018: The Ten Years Royal Collection (Kompilation)